# Internationale Legion der Territorialverteidigung der Ukraine

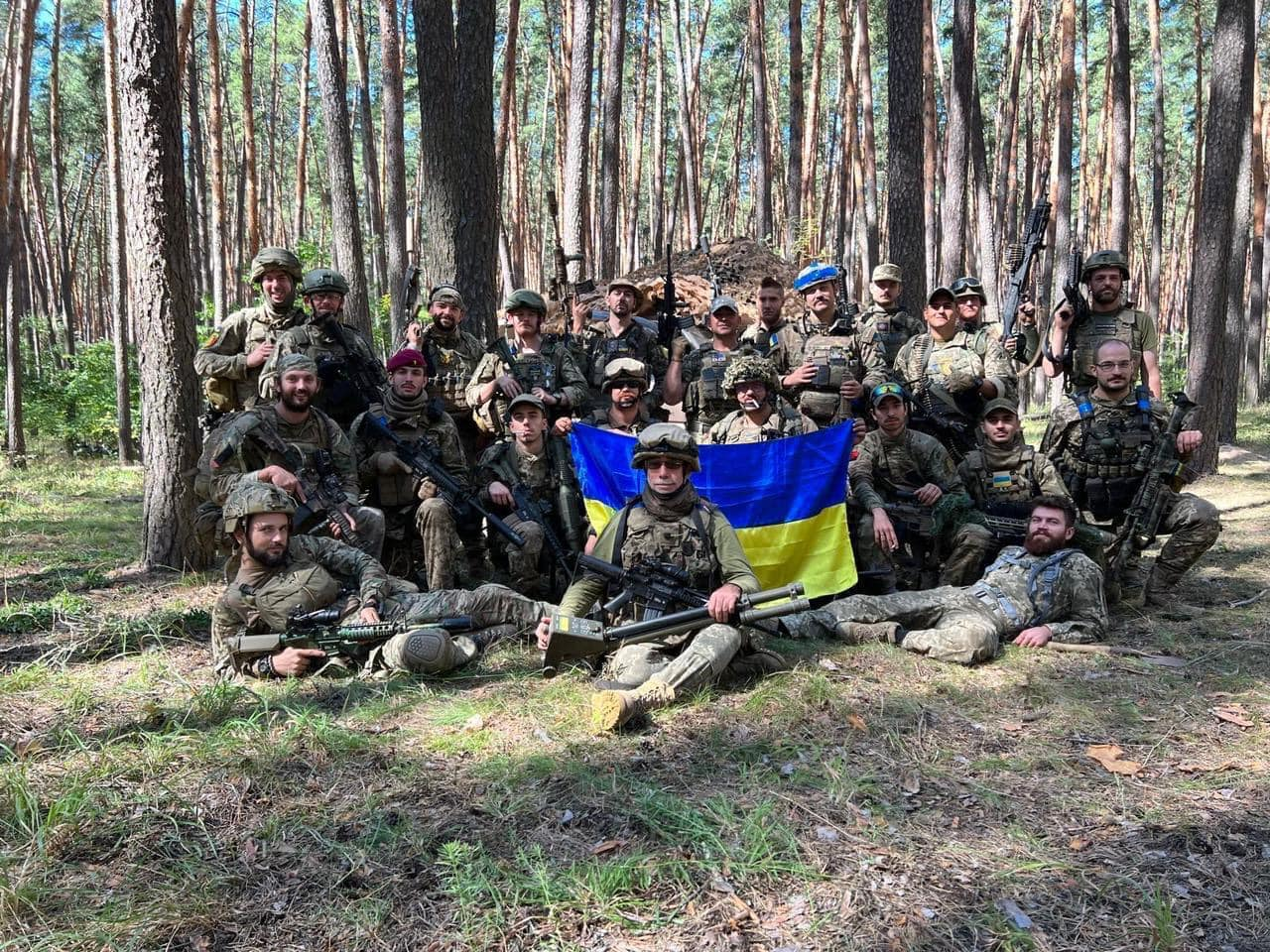
Soldaten der Internationalen Legion der Territorialverteidigung der Ukraine

Die Internationale Legion der Territorialverteidigung der Ukraine (ukrainisch Інтернаціональний легіон територіальної оборони України Internazionalnyi lehion terytorialnoi oborony Ukrainy) ist die Fremdenlegion der ukrainischen Streitkräfte. Sie ist Teil der Territorialverteidigung der Ukraine. Sie wurde von der Regierung der Ukraine auf Ersuchen des ukrainischen Präsidenten Wolodymyr Selenskyj aufgestellt, um die russische Invasion in der Ukraine 2022 aufzuhalten.

## Geschichte

### Aufstellung
Die Aufstellung der Legion erfolgte durch eine Erklärung des ukrainischen Außenministers Dmytro Kuleba am 27. Februar 2022. Kuleba bewarb sie auch auf Twitter, lud Einzelpersonen ein, sich zu bewerben, und erklärte, dass man gemeinsam Hitler besiegt habe und man auch Putin besiegen werde. Wer sich der Einheit anschließen wolle, könne dies tun, indem er sich an den Verteidigungsattaché der ukrainischen Botschaft in seinem jeweiligen Land wende. Freiwillige der Legion können die ukrainische Staatsbürgerschaft beantragen.
Der Verband wird von zwei verschiedenen Kommandostellen geleitet. Ein Teil des Verbandes wird von der ukrainischen Armee geführt, der andere Teil vom ukrainischen Militärgeheimdienst HUR.
In einem Interview mit Nadja Kriewald für den deutschen Fernsehsender n-tv sagte Anton Myranovich, Sprecher der Internationalen Legion: „Wir laden Menschen ein, die echte Kampferfahrung haben, nicht nur Militärerfahrung, sondern echte Kampferfahrung. […] Ich meine Männer, die schon an anderen Hotspots der Welt waren und die wissen, was echte Kämpfe sind, wie man in richtigen Kämpfen überlebt, nicht nur, wie man mit einer Waffe umgeht.“ Des Weiteren sagte der Sprecher, dass alle einen Vertrag mit der Armee unterzeichnen müssen, dann würden sie Soldaten der Ukraine mit allen Pflichten und Rechten sein. Ein Bericht des Spiegels soll die strengen Rekrutierungsbedingungen bestätigen, nach denen nur die wenigen mit tatsächlicher Kampferfahrung oder jahrzehntelanger Militärerfahrung in die Legion aufgenommen werden. Am Beispiel der norwegischen Fischerin und ehemaligen Abgeordneten im samischen Parlament Sandra Andersen Eira wird jedoch deutlich, dass auch Menschen ohne jede militärische Erfahrung in die Legion eintreten können und bei Kampfhandlungen eingesetzt werden.
Im britischen Economist schildert ein britischer Lehrer, der zuvor sechs Jahre Sanitäter bei den Royal Engineers gewesen war, seine Erfahrungen in der Legion: Die Freiwilligen kamen auf eigene Faust ins Land und wurden dort aufgefordert, Verträge zu unterschreiben, in denen geregelt war, dass jeder Freiwillige monatlich 7000 Hrywnja (etwa 230 US-Dollar) gezahlt bekommt, sich für die gesamte Dauer des Krieges verpflichtet und die Ukraine in dieser Zeit nicht verlassen darf. Zwei weitere Quellen des Economist berichteten darüber hinaus, dass niemand zuvor über diese Vertragskonditionen informiert worden sei. Das ukrainische Verteidigungsministerium bestritt diese Praxis und die Vertragsinhalte, weigerte sich jedoch, dem Economist einen Mustervertrag oder eine Kopie der Verträge zur Verfügung zu stellen.

### Personalstärke
Bis Anfang März 2022 gehörten nach ukrainischen Angaben mehr als 1000 Personen der internationalen Freiwilligenlegion an. Bis zum 3. März 2022 hätten 16.000 Ausländer Interesse bekundet und bis zum 12. März sollen sich mehrere Tausend Freiwillige der Legion angeschlossen haben.
Diese ukrainischen Angaben können nicht unabhängig verifiziert werden. Angemahnt wurde, dass es sich auch um PR-Maßnahmen als Teil des Informationskrieges handeln könnte. Aus dem Zentrum für Extremismusforschung an der Universität Oslo gab es Verlautbarungen, dass die Zahl tatsächlich viel kleiner sein wird, als ukrainische Aussagen dies darstellen.
Mitte März 2022 sollen zahlreiche Freiwillige die Ukraine bereits wieder verlassen haben. Laut Task & Purpose seien die meisten von ihnen inzwischen entlassen, getötet oder verwundet, und der Plan, eine ukrainische Fremdenlegion aufzustellen, sei nicht gut verlaufen. Anfang April 2022 soll die Legion den Großteil ihrer Mitglieder verloren haben, nachdem sie von der Härte des Einsatzes überrascht wurden und massive Verluste zu verzeichnen hatten. Die sogenannte Forward Observations Group, ein US-amerikanisches privates Sicherheits- und Militärunternehmen, erklärte beispielsweise Ende März 2022, dass ihr Einsatz in der Ukraine beendet sei, weil sie „in diesem Scheißkrieg“ Kameraden verloren hätten.
Am 13. Juni 2022 teilte ein Sprecher der Internationalen Legion mit, dass sich mittlerweile Freiwillige aus rund 55 Staaten der Internationalen Legion angeschlossen haben sollen und diese nicht als Söldner gelten, sondern Teil der ukrainischen Streitkräfte seien. Die Legion soll zudem aus Mitteln des Verteidigungsetats finanziert sein, was sich auf alle Ausgaben für Unterkunft, Gehalt der Soldaten, Waffen und Munition bezieht. Im September 2022 dienten in der Legion, nach Angaben des ukrainischen Militärgeheimdienstes HUR, dem die Legion unterstellt ist, Freiwillige aus 58 Staaten.

### Russischer Angriff auf das International Peacekeeping and Security Center
Am 13. März 2022 griff das russische Militär das etwa 25 km von der polnischen Staatsgrenze entfernte International Peacekeeping and Security Center (IPSC) in der Nähe von Jaworiw mit etwa 30 Raketen an. Seit Beginn der russischen Invasion war der Komplex das wichtigste Logistik- und Ausbildungszentrum für die ausländischen Kämpfer der Internationalen Legion der Territorialverteidigung der Ukraine. Bei dem Angriff wurden laut Maksym Kosyzkyj, Leiter der regionalen Militärverwaltung von Lwiw, mindestens 35 Menschen getötet und 134 verletzt. Nach Aussage von Igor Konaschenkow, Sprecher des russischen Verteidigungsministeriums, sollen „bis zu 180“ Ausländer getötet worden sein.

## Rechtslage und offizielle Haltung
Völkerrechtlich gelten Angehörige der Internationalen Legion als Kombattanten, sofern diese „eine für ihre Untergebenen verantwortliche Person an ihrer Spitze haben, ein bleibendes und von weitem erkennbares Unterscheidungszeichen führen, ihre Waffen offen tragen und bei ihren Kampfhandlungen das humanitäre Völkerrecht achten“. Dies ergibt sich aus der Haager Landkriegsordnung von 1918 (Art. 1) und dem Genfer Abkommen über Kriegsgefangene von 1949 (Art. 4A Abs. 1, 2 III.). Nach Art. 47 Abs. 2 lit. c) des Zusatzprotokolls zu den Genfer Abkommen handelt es sich zudem nicht um Söldner, da ihnen die übliche Vergütung für ukrainische Streitkräfte gewährt wird und gerade westliche Legionäre oftmals finanzielle Einbußen für ihre Beteiligung hinnehmen. Zudem müssten die Legionäre vor allem aus Streben nach persönlichem Gewinn motiviert worden sein, was eine Einzelfallabwägung ist und aus den vorgenannten Gründen in den meisten Fällen nicht zutreffen dürfte.

### Situation in Deutschland
In Deutschland können sie für ihre Beteiligung an legalen Kampfhandlungen grundsätzlich nicht nach dem Strafgesetzbuch verurteilt werden. Es gilt jedoch das Völkerstrafgesetzbuch, sodass ein Verstoß gegen das Kriegsvölkerrecht auch auf nationaler Ebene verfolgt werden kann. Für Kämpfer in paramilitärischen – außerhalb der ukrainischen Streitkräfte stehenden – Verbänden kommt eine Strafbarkeit wegen Bildung einer terroristischen Vereinigung in Betracht. Besonderheiten gelten zudem für aktive Soldaten der Bundeswehr. Das Dienstleisten für fremde Streitkräfte stellt ein schweres Dienstvergehen dar; bei Reservisten ist dies jedoch nicht pauschal zu beantworten.
Das deutsche Justizministerium teilte auf Anfrage mit, dass das Kämpfen deutscher Staatsbürger (ausgenommen aktiver Soldaten) für die Ukraine grundsätzlich nicht in Deutschland strafbar sei, insofern die Regeln des Kriegsvölkerrechts beachtet würden.
Schließlich gilt für Bürger mit deutsch-ukrainischer Staatsangehörigkeit, dass sie nach § 28 Staatsangehörigkeitsgesetz (StAG) ihre deutsche Staatsbürgerschaft verlieren können.
Nach § 109h StGB ist das Anwerben deutscher Staatsbürger zum Militärdienst für einen anderen Staat in Deutschland strafbar.

### Rat von Regierungen an ihre Bürger
Sieben EU-Länder haben ihren Staatsbürgern in einer gemeinsamen Erklärung dennoch davon abgeraten, als freiwillige Kämpfer in die Ukraine zu reisen. Die Justizminister von Belgien, Deutschland, Frankreich, Italien, Luxemburg, den Niederlanden und Spanien unterzeichneten nach einem Treffen am 28. März 2022 einen entsprechenden Aufruf.
| Staat                  | | Quelle        |
| ---------------------- | --- | ------------- |
| Algerien               | Algerien rät seinen Staatsbürgern davon ab, der Legion beizutreten und forderte die Ukraine auf, die Werbung in Algerien abzustellen. | [ 27 ]        |
| Australien             | Der Premierminister von Australien Scott Morrison erklärte gegenüber Reportern, dass er australischen Staatsbürgern von einem Eintritt in die Legion abrate. Gemäß australischem Recht und laut Völkerrechtsexperten der Australian National University ist es zudem eine Straftat, als Australier in fremden Staaten für diese zu kämpfen, wenn man nicht Mitglied der dortigen regulären Streitkräfte ist. Wenn es jedoch „im Interesse der Verteidigung oder der internationalen Beziehungen Australiens liegt, den Dienst einer Person zuzulassen“, um sich einer fremden Streitmacht in einem fremden Staat anzuschließen, kann über ein ministerielles Dekret eine Ausnahme erlassen werden. Diese Ausnahmeerklärung gibt es bisher nicht. | .             |
| Belgien                | Belgien rät seinen Staatsbürgern davon ab, der Legion beizutreten. Laut belgischem Justizminister verstoßen Freiwillige, die nicht dem belgischen Militär angehören und sich den ukrainischen Streitkräften anschließen, jedoch nicht gegen belgisches Recht. Angehörigen des belgischen Militärs ist es verboten, der Legion beizutreten. Die Militärführung warnte ihre Soldaten, dass sie bei Missachtung dieses Verbots strafrechtlich verfolgt werden. Gegen mindestens einen Soldaten wird deshalb wegen Fahnenflucht ermittelt. | [ 30 ] [ 31 ] |
| Dänemark               | Äußerungen der dänischen Premierministerin vom 27. Februar 2022 zeigten, dass sie auf den ersten Blick nicht glaubte, dass es für Dänen illegal sei, sich an dem Konflikt zu beteiligen. | [ 32 ]        |
| Deutschland            | Am 2. März 2022 erklärten Bundesinnenministerin Nancy Faeser und Bundesjustizminister Marco Buschmann, die Bundesregierung werde eigene Staatsbürger nicht grundsätzlich daran hindern, als Kämpfer in die Ukraine zu reisen. Diesen Personen drohe deshalb auch keine strafrechtliche Verfolgung. Dies gelte für potenzielle Einsätze sowohl für die ukrainische als auch die russische Seite. Die Anwerbung von Freiwilligen steht dagegen allerdings nach § 109h StGB unter Strafe, des Weiteren kann den Kämpfern nach § 28 Staatsangehörigkeitsgesetz unter Umständen die deutsche Staatsbürgerschaft entzogen werden. Es wird zudem versucht, Ausreisen deutscher Rechtsextremer in das Kriegsgebiet „durch Fahndungen und gezielte Ansprachen“ zu verhindern, und man weiß bisher nur von einer sehr kleinen, einstelligen Zahl deutscher Rechtsextremisten, die in die Ukraine gereist sind. |               |
| Estland                | Das estnische Parlament debattiert ab März 2022 darüber, ob es seinen Staatsbürgern erlauben soll, sich der Internationalen Legion anzuschließen. | [ 35 ]        |
| Finnland               | Finnland rät seinen Staatsbürgern davon ab, der Legion beizutreten. | [ 36 ]        |
| Frankreich             | „Söldner“, die „für den Kampf in einem bewaffneten Konflikt rekrutiert werden“, aber weder „aus einem an dem bewaffneten Konflikt beteiligten Staat“ noch „Mitglied eines solchen oder seiner Streitkräfte sind“ und die dafür bezahlt werden, „sich an Feindseligkeiten zu beteiligen“, droht eine fünfjährige Haftstrafe. Der Versuch ist ebenfalls strafbar. In der französischen Fremdenlegion dienen zurzeit 710 Soldaten ukrainischer Herkunft, von denen 210 bereits eingebürgert wurden. Vierzehn ukrainische Fremdenlegionäre wurden am 1. März 2022 in Paris in einem Bus festgenommen, der nach Polen fuhr und in dem sich wahrscheinlich auch andere Passagiere befanden, die in der Ukraine kämpfen wollten. Neun dieser Legionäre hatten Urlaub, der sie jedoch nicht berechtigte, das französische Staatsgebiet zu verlassen, während sich die anderen fünf in einer Situation „irregulärer Abwesenheit“ befanden, von denen vier bereits als „vermisst“ galten, erklärte Brigadegeneral Alain Lardet, der Kommandeur der Fremdenlegion. Das Oberkommando der Fremdenlegion erlaubt den ukrainischen Fremdenlegionären, ihre Familien in Sicherheit zu bringen, jedoch nicht, mit den Streitkräften in der Ukraine zu kämpfen. |               |
| Georgien               | Der ehemalige Verteidigungsminister Georgiens Irakli Okruaschwili schloss sich im März 2022 der internationalen Freiwilligenlegion an und forderte die georgische Bevölkerung auf, seinem Beispiel zu folgen. | [ 41 ]        |
| Indien                 | Nach indischem Recht ist es für dessen Staatsbürger illegal, sich der Internationalen Legion anzuschließen. | [ 42 ]        |
| Italien                | Treten italienische Staatsbürger in die Legion ein, machen sie sich strafbar. Ebenso steht das Anwerben für die Legion auf italienischem Staatsgebiet unter Strafe. | [ 43 ]        |
| Japan                  | Am 1. März 2022 sagte Außenminister Yoshimasa Hayashi: „Mir ist bekannt, dass die Botschaft der Ukraine in Japan nach solchen (freiwilligen Soldaten) ruft, aber ich möchte, dass Sie davon absehen, in die Ukraine zu reisen, unabhängig von Ihrem Zweck.“ | [ 44 ]        |
| Kambodscha             | Kambodscha rät seinen Staatsbürgern davon ab, der Legion beizutreten. | [ 45 ]        |
| Kanada                 | Außenministerin Mélanie Joly erklärte, es sei Sache der einzelnen Kanadier zu entscheiden, ob sie sich der neuen Fremdenlegion der Ukraine anschließen wollen, um dem Staat beim Kampf gegen die russische Invasion zu helfen: „Wir verstehen, dass Menschen ukrainischer Abstammung ihre Staatsleute unterstützen wollen und auch, dass es einen Wunsch gibt, den Mutterstaat zu verteidigen, und in diesem Sinne ist es ihre eigene individuelle Entscheidung … Lassen Sie mich klar sein: Wir alle unterstützen jede Form der Unterstützung für die Ukrainer im Moment sehr.“ Laut Statistics Canada hatten 3,9 % der kanadischen Bevölkerung 2016 einen ukrainischen Migrationshintergrund. | [ 46 ] [ 47 ] |
| Kroatien               | Kroatien erlaubt seinen Staatsbürgern, sich der Internationalen Legion anzuschließen. | [ 48 ]        |
| Kosovo                 | Nach kosovarischem Recht ist es für dessen Staatsbürger illegal, sich der Internationalen Legion anzuschließen. | [ 49 ]        |
| Lettland               | Das Parlament Lettlands hat lettischen Freiwilligen, die sich dem Kampf an der Seite des ukrainischen Militärs anschließen wollen, einstimmig Immunität vor Strafverfolgung zugesprochen. | [ 50 ]        |
| Montenegro             | Nach montenegrinischem Recht ist es für dessen Staatsbürger illegal, sich der Internationalen Legion anzuschließen. | [ 51 ]        |
| Neuseeland             | Neuseeland rät seinen Staatsbürgern davon ab, der Legion beizutreten. | [ 52 ]        |
| Niederlande            | Am Montag, den 28. Februar 2022 gab Verteidigungsministerin Kajsa Ollongren bekannt, dass der Beitritt zur internationalen Fremdenlegion legal sei. Zur Unterstützung ihrer Aussage sagte sie: „Es ist nur illegal, sich einer ausländischen Armee anzuschließen, wenn diese Armee mit den Niederlanden Krieg führt.“ Am 13. März 2022 warnte sie jedoch davor, sich freiwillig zum Kampf in der Ukraine zu melden. Die niederländische Veteranen platform sieht laut eigenen Aussagen „noch keine Anzeichen“, dass Veteranen der niederländischen Streitkräfte in der Ukraine kämpfen werden. |               |
| Nigeria                | Nigeria verbietet seinen Staatsbürgern, sich der Internationalen Legion anzuschließen. | [ 27 ]        |
| Nordmazedonien         | Nach nordmazedonischem Recht ist es für dessen Staatsbürger illegal, sich der Internationalen Legion anzuschließen. | [ 49 ]        |
| Österreich             | Am 14. und 16. März 2022 wurden zwei Anfragen an das österreichische Bundesministerium für europäische und internationale Angelegenheiten bezüglich rechtswidriger Rekrutierung von Kämpfern durch die ukrainische Botschaft in Wien gestellt. Infolge dieser Anfragen wurde die ukrainische Botschaft in Wien auf die Strafbarkeit ihrer Kampagne in Österreich hingewiesen und diese löschte entsprechende Aufrufe. Den österreichischen Staatsbürgern, die der Legion beitreten wollten, teilte das Außenministerium mit, dass ihnen „die Staatsbürgerschaft zu entziehen ist“ und weitere strafrechtliche Konsequenzen drohen, wenn sie in die Legion eintreten. Die rechtliche Grundlage dazu findet sich in § 32 Staatsbürgerschaftsgesetz (StbG), welcher lautet: „Einem Staatsbürger, der freiwillig in den Militärdienst eines fremden Staates tritt, ist die Staatsbürgerschaft zu entziehen.“ Die gesetzliche Vorgabe räumt der entscheidenden Behörde dazu kein Ermessen ein. | [ 57 ]        |
| Russland               | Russland erklärte, dass ausländische Kämpfer rechtswidrige Kombattanten seien, die keinen Anspruch auf Schutz gemäß den Genfer Konventionen hätten, und dass gefangene ausländische Kämpfer als Söldner strafrechtlich verfolgt würden und nicht den Status Kriegsgefangener erhielten. | [ 58 ]        |
| Schweiz                | Schweizer, die ohne Genehmigung des Bundesrats in fremden Militärdienst eintreten, machen sich nach Militärstrafrecht strafbar. Bei Widerhandlung droht eine Geldstrafe oder eine Freiheitsstrafe von bis zu drei Jahren. Seit 2014 und bis spätestens Anfang März 2022 wurden im Zusammenhang mit dem Ukrainekonflikt deshalb drei Strafverfahren eingeleitet. | [ 59 ] [ 60 ] |
| Senegal                | Nach senegalesischem Recht ist es für dessen Staatsbürger illegal, sich der Internationalen Legion anzuschließen. Ebenfalls ist es illegal, über die ukrainische Botschaft im Senegal für die Rekrutierung von Freiwilligen, Söldnern oder ausländischen Kämpfern zu werben. | [ 61 ]        |
| Serbien                | Nach serbischem Recht ist es für dessen Staatsbürger illegal, sich der Internationalen Legion anzuschließen. | [ 62 ]        |
| Singapur               | Vivian Balakrishnan, singapurischer Außenminister, sagte während einer Parlamentssitzung am 22. Februar 2022, dass die Singapurer nur für die nationalen Sicherheitsinteressen Singapurs kämpfen dürften. An anderen Orten dürften sie selbst aus moralisch hochstehenden Gründen nicht kämpfen. | [ 63 ]        |
| Südafrika              | Die Rechtmäßigkeit der Aufnahme in die Internationale Legion ist nach südafrikanischem Recht unklar. | [ 64 ]        |
| Südkorea               | Die südkoreanische Regierung warnt davor, zum Kampf in die Ukraine zu reisen. Gegen alle südkoreanischen Staatsangehörigen, die in die Ukraine eingereist sind, werden rechtliche Schritte eingeleitet und ihre Pässe werden für ungültig erklärt. | [ 65 ]        |
| Taiwan                 | Taiwan rät seinen Staatsbürgern davon ab, der Legion beizutreten. | [ 66 ]        |
| Tschechische Republik  | Staatsbürger der Tschechischen Republik dürfen sich den Streitkräften anderer Staaten als ausländische Freiwillige anschließen, wenn sie eine Genehmigung des Präsidenten der Tschechischen Republik erhalten. Am 28. Februar 2022 erklärte Präsident Miloš Zeman, dass er dafür sei, potenziellen Freiwilligen zu erlauben, sich der neu gebildeten ukrainischen Legion anzuschließen. Das Verteidigungsministerium hat bereits erste Antragsteller gemeldet. Am 11. Mai 2022 gab Präsident Milos Zeman dem Antrag von 103 Tschechen statt, sich den ukrainischen Streitkräften anzuschließen. Insgesamt gebe es etwa 400 solche Anträge, teilte das Verteidigungsministerium mit. Zemans Zustimmung muss noch von Ministerpräsident Petr Fiala gegengezeichnet werden. Dessen Sprecher kündigte an, der Regierungschef werde zustimmen, falls andere Stellen keine Einwände hätten. |               |
| Thailand               | Thailand erlaubt seinen Staatsbürgern, sich der Internationalen Legion anzuschließen. | [ 49 ]        |
| Türkei                 | Die Türkei hat sich geweigert, sich zum Eintritt ihrer Staatsbürger in die Internationale Legion zu äußern. | [ 49 ]        |
| Vereinigtes Königreich | Die Außenministerin des Vereinigten Königreichs Elizabeth Truss sagte, wenn britische Staatsbürger den Kampf in der Ukraine unterstützen wollten, würde sie sie dabei unterstützen. Truss wurde für diese Aussage, die der offiziellen Linie des Außenministeriums widerspricht, kritisiert. Das Büro von Premierminister Boris Johnson sowie verschiedene Minister und der Chef des Verteidigungsstabes wiesen darauf hin, dass ein Einsatz für die Legion nach dem Foreign Enlistment Act 1870 strafrechtlich verfolgt wird und die Betreffenden vor ein Kriegsgericht gestellt werden können. Das britische Militär hat seinen Angehörigen die Einreise in die Ukraine untersagt. Es wurden mindestens vier Fälle bekannt, die sich der Legion angeschlossen haben. Einer der Betreffenden, Angehöriger der Coldstream Guards, wurde Mitte März verhaftet und es droht ihm eine Gefängnisstrafe wegen Fahnenflucht. Die Metropolitan Police warnte ihre Angehörigen, dass sie mit Disziplinarmaßnahmen rechnen müssten, wenn sie in der Ukraine gegen russische Truppen kämpfen. |               |
| Vereinigte Staaten     | Das US-Außenministerium empfiehlt US-Staatsbürgern, nicht in die Ukraine zu reisen oder der Legion beizutreten. Das US-Verteidigungsministerium forderte „auf, nicht zu gehen, und wenn es doch Amerikaner dort gibt, fordern wir diese auf, die Ukraine wieder zu verlassen“. Der Oberste Gerichtshof der Vereinigten Staaten hatte in der Vergangenheit entschieden, dass es „kein Verbrechen nach US-Recht ist, wenn eine Person ins Ausland geht, um sich einer ausländischen Armee anzuschließen“. Es sei jedoch illegal, wenn jemand in den Vereinigten Staaten rekrutiert oder eingestellt werde, und US-Amerikaner könnten unter Umständen ihre Staatsbürgerschaft verlieren, erklärte ein hochrangiger Bundesbeamter der Strafverfolgungsbehörden. |               |
| Vietnam                | Es ist für vietnamesische Staatsbürger illegal, sich der Internationalen Legion anzuschließen. | [ 45 ]        |

## Mediale Rezeption
Nach Angaben des Graswurzel-Netzwerks CrimethInc. beteiligen sich auch anarchistische Gruppen in den Freiwilligenbataillonen, Außerdem wurden einzelne Bataillone nach Persönlichkeiten der Herkunftsländer bezeichnet.

## Gruppen in oder mit der Internationalen Legion assoziiert
Folgende Verbände sind der Internationalen Legion zugehörig:
- Kanadisch-ukrainische Brigade[81]
- Normannenbrigade – bestehend aus ehemaligen Soldaten verschiedener westlicher Länder und/oder europäischer Länder[82]
- Pahonja-Regiment – bestehend aus belarussischen Freiwilligen, benannt nach dem historischen Wappenmotiv[83]
- Legion Freiheit Russlands
- Kastus-Kalinouski-Regiment

## Kritik und Missstände
Ende März 2022 hatte die argentinische Tageszeitung Clarín Einblick in Verträge von Freiwilligen aus Chile, Kolumbien, Peru und Mexiko, in denen monatlich 100.000 Hrywnja (etwa 2.500 US-Dollar) plus ein zusätzlicher Bonus für die Zerstörung von Panzern sowie ein ukrainisches Visum versprochen worden seien. Einer der lateinamerikanischen Freiwilligen erklärte in einem Telefoninterview, dass er mit fünfzig anderen Freiwilligen längere Zeit in Lwiw festgesessen habe, von niemandem empfangen und ausgerüstet worden sei und nach einiger Zeit mangels eigener finanzieller Mittel die Ukraine wieder in Richtung Polen verlassen habe.
Laut einem im April 2022 erschienenen Erfahrungsbericht entwickelten viele Mitglieder der Legion Erkrankungen, die behandelt wurden. Jedoch sei nicht nur die Verpflegung „eine Katastrophe“. Die Truppe sei korrupt, die Organisation schlecht, das Geld komme nicht da an, wohin es solle. Weitere ehemalige Mitglieder der Legion berichteten, dass sie sich in der Legion nicht sicher fühlen konnten, von fehlender Struktur und Führung sowie Disziplinproblemen, die sich in Anfeindungen, Bedrohungen und Angriffen gegenüber anderen Mitgliedern der Legion äußerten. Ein Teil der Freiwilligen seien „Psychos und Kriminelle“, die nicht in die Ukraine gekommen seien, um zu helfen, sondern um „einen Freifahrtschein zum Töten von Menschen zu bekommen und durchzudrehen“. Für den Großteil der Legion gelte dies aber nicht und das ukrainische Militär versuche dieses Verhalten unter den ausländischen Kämpfern zu unterbinden. Berichtet wird weiterhin von fehlenden Waffen und Training, schlechter Organisation sowie belastenden Verträgen und falschen Versprechungen der ukrainischen Regierung.
Der kanadische Scharfschütze Oliver Lavigne-Ortiz, bekannt als Sniper Wali, zog in einem Interview am 6. Mai 2022 in der kanadischen La Presse nach etwa zweimonatigem Einsatz in der Legion eine „eher enttäuschende“ Bilanz. Er habe nur zwei Kugeln in Fenster geschossen, „um Leute zu erschrecken“. Er sowie weitere kanadische Mitglieder der Legion schilderten, dass ihnen beispielsweise Waffen und Schutzausrüstung versprochen worden seien, die sie aber nie erhalten hätten. Vielmehr seien Teile von ihnen ohne Schutzausrüstung in die unmittelbare Nähe der Front verlegt worden.

„… mais sur le terrain, les officiers étaient complètement démunis. Ils ne savaient pas quoi faire de nous.
– … im Feld waren die Offiziere völlig hilflos. Sie wussten nicht, was sie mit uns machen sollten.“

„Il fallait que tu connaisses quelqu’un qui connaissait quelqu’un qui te disait que dans tel ancien salon de coiffure, on te fournirait un AK-47.
– Du musstest jemanden kennen, der jemanden kannte, der dir erzählte, dass du in einem alten Friseursalon eine AK-47 bekommen würdest.“

„Même pour les repas, c’est souvent les civils qui les fournissent. C’est pareil pour l’essence pour se déplacer en véhicule. Il faut constamment que tu t’organises, que tu connaisses quelqu’un qui connaît quelqu’un.
– Sogar bei Mahlzeiten sind es oft die Zivilisten, die diese bereitstellen. Das Gleiche gilt für Benzin, um sich in einem Fahrzeug zu bewegen. Ständig muss man sich organisieren, jemanden kennen, der jemanden kennt.“

Mehrere Kämpfer forderten aufgrund dieser Umstände Verträge, die ihnen einen Kombattanten-Status nach den Genfer Konventionen sowie die medizinische Versorgung durch den ukrainischen Staat im Falle einer Verletzung garantieren. Die erfahrensten westlichen Soldaten sollen vom ukrainischen Militärgeheimdienst rekrutiert worden sein und nähmen nun an Spezialoperationen hinter feindlichen Linien teil.
Laut einer Recherche von Kyiv Independent, in der mehr als ein Dutzend ehemaliger und aktueller Legionäre zu Wort kamen, verfassten Kämpfer der Legion einen 78-seitigen Bericht zu Missständen innerhalb der Legion. Dem Bericht nach geht es um Missstände, die sich unter drei von vier ranghöchsten Kommandeuren ereigneten, die für 500 Soldaten (ein Drittel der Legion) zuständig sind. In dem Bericht wird das Erteilen gesetzeswidriger Befehle (Diebstahl/Plünderung von Geschäften) ebenso genannt wie das Erteilen verantwortungsloser/irrsinniger Befehle (Rückkehr zu teils überrannten/teils aufgeklärten Stellungen) trotz zuvor vorgebrachter Einwände. Berichtet wird, dass infolge des Erteilens solcher Befehle mehrere Legionäre verwundet worden oder gefallen seien. Soldaten seien außerdem „buchstäblich zurückgelassen“ worden. Einem der drei Kommandeure wird sexuelle Belästigung gegenüber Sanitäterinnen, Misshandlung, Einschüchterung, Trinkerei im Dienst und Waffenhandel vorgeworfen. Nachdem der an das Präsidialamt der Ukraine gerichtete Bericht keine Konsequenzen für die Kommandeure hatte, wandten sich Teile der Internationalen Legion mit dem Bericht und entsprechenden Videobeweisen an den Kyiv Independent. Laut dessen Recherche ist der meistbeschuldigte Kommandeur ein Krimineller aus Polen, der dort wegen Betrugs gesucht wird und 2014 aus Polen flüchtete. In der Ukraine saß er wegen Raubes zwei Jahre im Gefängnis. Einen Auslieferungsantrag von Polen hatte die Ukraine abgelehnt. Außerdem sei der Mann in der Ukraine wegen sexueller Nötigung aufgefallen und wegen Waffenbesitzes eigentlich zu sieben Jahren Haft verurteilt worden. Die Haftstrafe sei nicht vollzogen worden, weil sich der Verurteilte zu Kriegsbeginn der Legion beziehungsweise der ukrainischen Armee angeschlossen habe. Nach ukrainischem Recht darf jedoch ein Ausländer keine Führungsaufgaben in der Armee wahrnehmen. Legionäre zeigten den Kommandeur wegen Machtmissbrauchs, Betrugs und Körperverletzung an. Einige Legionäre quittierten ihren Dienst in der Einheit aufgrund der anhaltenden Missstände.

## Bekannte Personen der Internationalen Legion
- Irakli Okruaschwili, georgischer Politiker und ehemaliger Verteidigungsminister der Regierung Micheil Saakaschwilis[88]
- Juris Jurašs, lettischer Politiker und Abgeordneter des lettischen Parlaments[89]
- Aleko Elisashvili, georgischer Politiker und Abgeordneter des georgischen Parlaments[89]
- Oliver Lavigne-Ortiz, kanadischer Scharfschütze, bekannt als Sniper Wali[90][91][92]
- Sandra Andersen Eira, norwegische Politikerin und ehemalige Abgeordnete des Parlaments der Samen[93][94]
- Malcolm Nance, US-amerikanischer Publizist und ehemaliger Unteroffizier der United States Navy[95][96]
- Mamuka Mamulaschwili, georgischer Paramilitär und Kommandant der Georgischen Legion[97]
- Igor Wolobuew, russischer Ex-Vizepräsident Gazprombank